# 雕虾属
雕虾属（学名：Glyphea）是一类已经灭绝的甲壳动物，属于十足目。本属生存于三叠纪到始新世时期（大约在215-40百万年前），其化石在包括南极洲在内的各个大陆都有发现。这个属有四十个已知物种。

## 描述
雕虾属的外形与现代龙虾的外形稍有相似，不过体型要小得多（即使有较大的标本，其平均长度也只有5厘米左右）。身体相当拉长，覆盖着沿着臀部的凹槽装饰的甲壳；某些物种如Glyphea pseudoscyllarus的甲壳被正前方的短刺密集覆盖。和其他同一下目的节肢动物（如Mecochirus）一样，雕虾属并没有真正的螯足：第一对胸廓的附属物非常长而且粗壮，但只有一个“手指”可以移动并且是尖的。许多雕虾属物种表现出了显著的性二形性，其主要与甲壳的形状和第一对胸肢的长度和大小有关。

## 分类
雕虾属是雕虾下目中的一个属，雕虾下目是一类软甲纲动物，外形与龙虾或螯虾相似，但实际上雕虾下目与这两者的亲缘关系较远，雕虾下目的形态特征也与二者不同。目前，雕虾下目仅有两个现生物种，而在中生代，它们是一类非常常见的海洋动物。
雕虾属在三叠纪和侏罗纪时期的海域里非常常见，是许多中生代海洋动物群的基本组成部分。为容纳Palinurus regleyanus这一物种，雕虾属于1835年被首次描述，后来许多位于欧洲的化石矿床（德国、法国、英国、波兰、意大利和西班牙）中都发现了雕虾属化石，亚洲（黎巴嫩）、非洲、北美洲、南美洲、新西兰、澳大利亚和南极半岛也有雕虾属化石被发现。

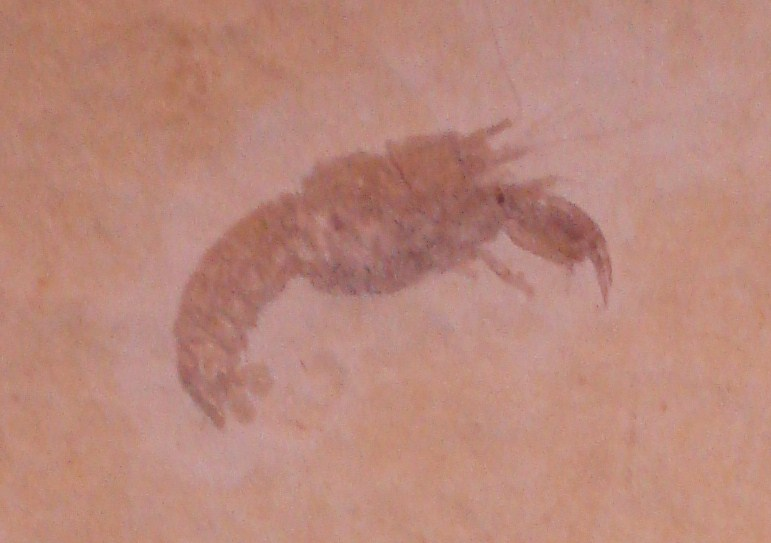
Glyphea viohli的化石

雕虾属有四十个物种，包括发现于巴伐利亚州著名的索尔恩霍芬石灰岩地区的Glyphea pseudoscyllarus、G. viohli 和G. tenuis。意大利也发现了Dolomia di Forni地区的G. rigoi（上三叠统）、克拉伊诺和奥斯泰诺地区的 G. tricarinata（下侏罗统）、弗留利地区的G. tonelloi（下白垩统）等物种。Glyphea squamosa已被归入单独的Squamosoglyphea属。
本属包括以下物种：
- Glyphea alexandri Taylor, 1979†
- Glyphea arborinsularis Etheridge Jr., 1917†
- Glyphea australensis Feldmann, Tshudy & Thomson, 1993†
- Glyphea bathonica De Ferry, 1865†
- Glyphea bohemica Fritsch, 1887†
- Glyphea calloviensis H. Woods, 1927†
- Glyphea carteri Bell, 1863†
- Glyphea christeyi Feldmann & Maxwell, 1999†
- Glyphea crassa Oppel, 1861†
- Glyphea cretacea McCoy, 1854†
- Glyphea foresti Feldmann & de Saint Laurent, 2002†
- Glyphea georgianus Taylor, 1979†
- Glyphea gussmanni Schütze, 1907†
- Glyphea jeletzkyi Feldmann & McPherson, 1980†
- Glyphea liasina Von Meyer, 1840†
- Glyphea lyrica Blake, 1876†
- Glyphea muensteri Voltz, 1835†
- Glyphea oculata J. Woods, 1957†
- Glyphea prestwichi H. Woods, 1929†
- Glyphea pseudastacus †
- Glyphea pseudoscyllarus Schlotheim, 1822†
- Glyphea regleyana Desmarest, 1822†，（模式种）
- Glyphea reticulata Feldmann & Gazdzicki, 1997†
- Glyphea robusta Feldmann & McPherson, 1980†
- Glyphea rostrata Phillips, 1829†
- Glyphea stilwelli Feldmann, 1993†
- Glyphea tomesi Woodward, 1868†
- Glyphea udressieri Von Meyer, 1840†
- Glyphea vectensis H. Woods, 1927†
- Glyphea willetti Woodward, 1878†